# Manoba umbrimedia
Manoba umbrimedia is een vlinder uit de familie van de visstaartjes (Nolidae). De wetenschappelijke naam van de soort is voor het eerst geldig gepubliceerd in 1928 door De Joannis.